# Л-4 «Гарібальдієць»
| Л-4 («Гарібальдієць»)      | Л-4 («Гарібальдієць»)                           | Л-4 («Гарібальдієць»)                           |
| -------------------------- | ----------------------------------------------- | ----------------------------------------------- |
| Л-4 «Гарибальдиец»         |                                                 |                                                 |
|                            |                                                 |                                                 |
|                            |                                                 |                                                 |
| Під прапором               | Військово-морський флот СРСР                    | Військово-морський флот СРСР                    |
| Спуск на воду              | 31 серпня 1931                                  | 31 серпня 1931                                  |
| Виведений зі складу флоту  | 2 листопада 1954                                | 2 листопада 1954                                |
| Проєкт                     |                                                 |                                                 |
| Основні характеристики     |                                                 |                                                 |
| Швидкість (надводна)       | 12,5 вузлів                                     | 12,5 вузлів                                     |
| Швидкість (підводна)       | 8,22 вузлів                                     | 8,22 вузлів                                     |
| Гранична глибина занурення | 90 метрів                                       | 90 метрів                                       |
| Екіпаж                     | 55 чоловік                                      | 55 чоловік                                      |
| Розміри                    |                                                 |                                                 |
| Довжина найбільша (по КВЛ) | 78,5 метрів                                     | 78,5 метрів                                     |
| Ширина корпусу найб.       | 7,2 метрів                                      | 7,2 метрів                                      |
| Середня осадка (по КВЛ)    | 4,2 метра                                       | 4,2 метра                                       |
| Водотоннажність надводна   | 1038,3 тонн                                     | 1038,3 тонн                                     |
| Озброєння                  |                                                 |                                                 |
| Артилерія                  | 1 100-мм гармата                                | 1 100-мм гармата                                |
| Торпедно- мінне озброєння  | 6 носових 533-мм торпедних аппарата (10 торпед) | 6 носових 533-мм торпедних аппарата (10 торпед) |

Л-4 («Гарібальдієць») — радянський дизель-електричний мінно-торпедний підводний човен часів Другої світової війни, четвертий корабель серії II типу «Ленінець» і головний корабель типу з тих, що будувалися на заводі № 198 в Миколаєві.

## Будівництво
Човен закладений 15 березня 1930 на заводі № 198 (імені Марті) в Миколаєві під будівельним номером 201/31 та найменуванням «Гарібальдієць». 31 серпня 1931 року підводний човен спущений на воду. Попри те, що в ході випробувань «ленінців» були виявлені деякі серйозні недоліки, особливо нарікання моряків викликали низька якість акумуляторних батарей і погана система вентиляції, за вказівкою керівництва УВМС підводні човни другої серії все ж були прийняті від промисловості.

## Служба
8 жовтня 1933 року «Л-4» вступив в дію і 14 жовтня увійшов до складу Морських сил Чорного моря. Першим командиром корабля бувпризначений Болтунов Павло Іванович. 15 вересня 1934 року підводний човен одержав позначення «Л-4», але стара назва тривало вживатися як в офіційних документах, так і в повсякденному житті.

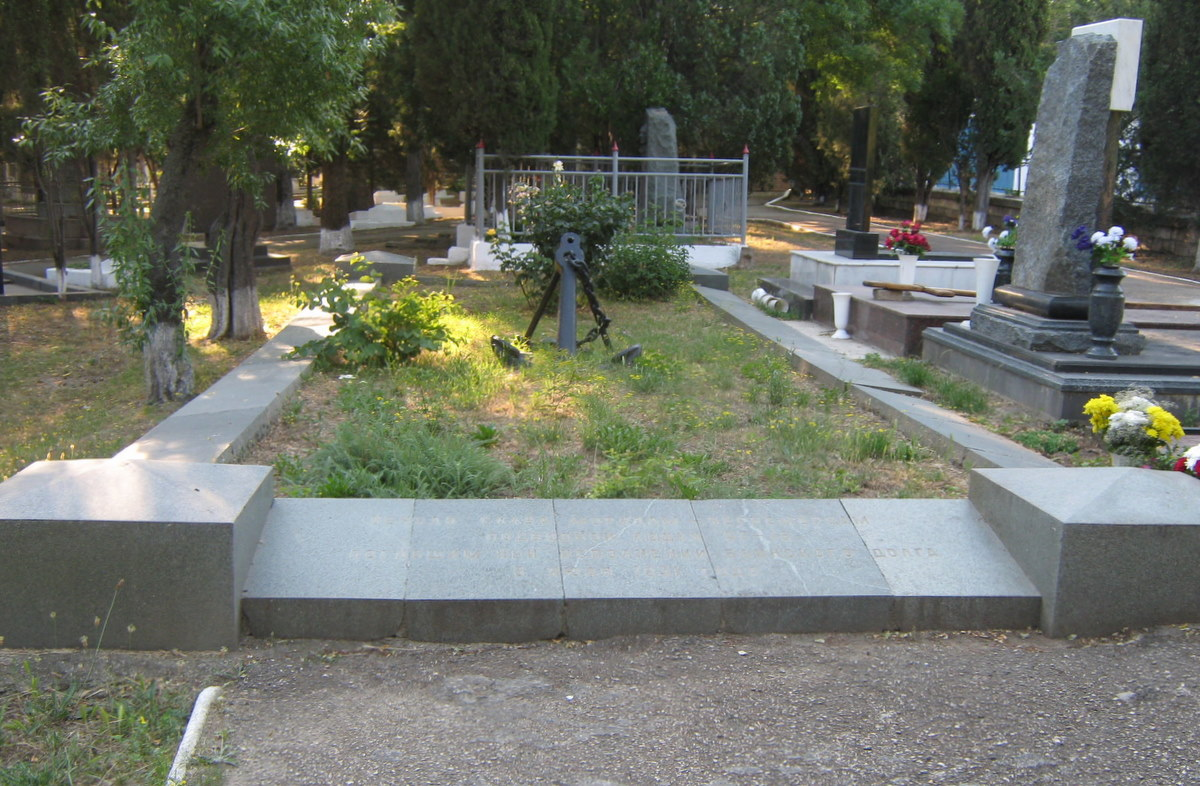
Братська могила моряків ПЧ «Металіст» та ПЧ Л-4

28 серпня 1934 року на «Гарібальдійці» сталася аварія, що призвела до людських жертв. Субмарина йшла під водою, коли через неправильну систему вентиляції акумуляторних ям у другому відсіку стався вибух гримучого газу. П'ятеро людей при цьому загинули, ще одинадцять отримали поранення. У момент аварії на «Л-4» знаходилося 78 чоловік, і тільки вмілі дії командира корабля запобігли серйозніші наслідки. Моряки, що загинули були поховані в братській могилі на кладовищі Комунарів у Севастополі.
22 червня 1941 року «Гарібальдієць» зустрів під командуванням капітан-лейтенанта (згодом капітана 3, 2 рангу) Полякова Євгенія Петровича у складі 1-го дивізіону 1-ї бригади ПЧ ЧФ, перебуваючи на середньому ремонті на заводі № 201 у Севастополі. Спішно закінчивши ремонт і пройшовши прискорений курс бойової підготовки у серпні 1941 року «Л-4» приступив до виконання мінних постановок.
Усього в 1941 році «Л-4» сім разів виходив на мінні постановки, виставивши в районі Мангалії, на схід від мису Олінька і на підходах до Варни в цілому 140 мін, на яких 15 вересня 1941 року підірвався і загинув болгарський пароплав «Шипка», (за деякими даними жертвою мін «Л-4» 11 жовтня 1941 року стало допоміжне судно «FR-12»). За час цих походів «Л-4» виходив в торпедну атаку тільки один раз. 5 жовтня 1941 року у Мангалії дві торпеди з «Гарібальдійця» пройшли повз румунського есмінця.
12 грудня 1941 року перебуваючи на позиції в районі Варни «Л-4» підірвався на міні і отримав пошкодження корпусу та механізмів, але залишався в зазначеному районі до кінця призначеного терміну. З приходом на базу підводний човен став на ремонт, який тривав 4 місяці.
У травні 1942 року «Л-4» залучають до постачання Севастополя. Усього «Гарібальдієць» здійснив 7 проривів до обложеного міста, доставивши його захисникам 160 тонн боєприпасів, 290 тонн продовольства, 27 тонн бензину. Човен доставив до міста 7 осіб, евакуювавши на Кавказ 243 людини. Під час одного з походів від іскри, стоячого поруч катера, біля борту «Л-4» запалилися пари бензину. Пожежу було швидко погашено без жертв серед особового складу і матеріальної шкоди.
У серпні—вересні 1942 року «Л-4» знову долучають до мінних постановок. Човен успішно впорався із завданням, виставивши біля узбережжя Криму 40 мін. 23 жовтня 1942 року «Л-4» нагороджений орденом Червоного Прапора, ставши першим Червонопрапорним підводним човном Чорноморського флоту.
У грудні 1942 — березні 1943 року «Л-4» здійснив три виходи на позицію, що не принесли результатів. У травневому 1943 року поході човен мав бойове зіткнення з противником, 22 травня біля південного берегу Криму безрезультатно атакувавши трьома торпедами ворожий конвой. На наступний день «Л-4», не маючи можливості зайняти позицію для торпедної атаки, сплив і вступив в артилерійський бій з двома самохідними баржами противника, влучивши в одну з них 100-мм снарядом (за одними даними це «F-329», за іншими — «MFP-239»).
У наступному бойовому поході, виставивши 18 липня 1943 року 20 мін біля Євпаторії, човен прибув у заданий район, 22 липня артилерійським вогнем потопив турецькі парусно-моторні шхуни «Hudayi Bahri» і «Tayyari», а наступного дня шхуну «Gurpinar» (за іншими даними атаки відбулися 23 та 24 липня відповідно). Більше в 1943 році «Л-4» в море не виходив і тільки з початком відвоювання Криму «Гарібальдієць» вийшов на позицію із завданням порушення комунікацій противника на лінії Севастополь — Констанца. Провівши три торпедних атаки «Л-4» 11 травня 1944 року досяг влучення однієї торпеди (з чотирьохторпедного залпу) в транспорт «Фрідерікса» зі складу конвою, який ішов до Севастополя. Вибух торпеди припав на машинне відділення судна, повністю знищивши машину. Екскорт скинув на «Л-4» 67 глибинних бомб, які не завдали підводному човну ніякої шкоди, а транспорт, який повністю позбувся ходу, німцям довелося буксирувати назад у Констанцу. Торпедування «Фрідерікса» завдало відчутного удару по евакуації противника з Криму, так як судно могло прийняти на борт до 10 000 чоловік.
15 травня 1944 року «Л-4» благополучно завершив свій останній бойовий похід повернувшись на базу. У вересні 1944 року бойові дії на Чорному морі закінчилися. Командира «Л-4» капітана 2 рангу Полякова в середині червня 1944 року призначили командиром дивізіону підводних човнів, а на його місце 15 вересня 1944 року прийшов капітан-лейтенант (згодом капітан 3 рангу) Горбатський Степан Петрович. Один з членів екіпажу «Л-4» боцман Петров Іван Степанович удостоєний звання Героя Радянського Союзу.
16 червня 1949 року човен отримав позначення «Б-34». 2 листопада 1954 року був виведений з бойового складу для використання в навчальних цілях і переданий Севастопольському вищому військово-морському інженерному училищу.
17 лютого 1956 року підводний човен роззброєний і незабаром порізаний на метал на базі «Головвторчормету» в Севастополі.